# Sceloporus cryptus
Espèce
Statut de conservation UICN

 LC  : Préoccupation mineure
Sceloporus cryptus est une espèce de sauriens de la famille des Phrynosomatidae.

## Répartition
Cette espèce est endémique de l'État de Oaxaca au Mexique.

## Étymologie
Le nom spécifique cryptus vient du grec kryptós, caché ou dissimulé, en référence à la spéciation sympatrique de cette espèce avec Sceloporus formosus.

## Publication originale
- Smith & Lynch, 1967 : A new cryptic lizard (Iguanidae: Sceloporus) with comments on other reptiles from Oaxaca, Mexico. Herpetologica, vol. 23, no 1, p. 18-29.